# Robert-Koch-Straße 18 (Gelsenkirchen)
Das Wohnhaus mit Büroräumen in der Robert-Koch-Straße 18, auch bekannt als „Franke-Wohnhaus“, wurde vom Architekten Josef Franke für sich und seine Familie in der Gelsenkirchener Altstadt in den Jahren 1909 und 1910 errichtet. Es gehört zu den frühen Bauten Frankes und konnte nach Kriegsschäden verändert erhalten werden. Es befindet sich bis heute in Familienbesitz und steht unter Denkmalschutz.

## Geschichte
Josef Franke macht sich 1904 als Architekt in Gelsenkirchen selbstständig. Als eines der ersten Bauwerke in Gelsenkirchen entwarf und errichtete er zwischen 1909 und 1910 zwei Wohngebäude mit Büroräumen und kleinen Gärten in der Robert-Koch-Straße 18/20. Diese bildeten eine bauliche Einheit, der westliche Teil mit der Hausnummer 20 war für den Kaufmann Franz Jansen und stilistisch ähnlich wie das östliche Haus, das Franke mit seiner Familie bezog und dort sein Architekturbüro einrichtete. In den Folgejahren entwarf er zahlreiche bedeutende Bauwerke von überregionaler Bedeutung in Gelsenkirchen, die ihn heute zu einem der bedeutendsten Architekten des Ruhrgebiets im 20. Jahrhundert machen. Während des Dritten Reichs erhielt Josef Franke nur noch wenige Aufträge, fertigte aber weiterhin Entwürfe in seinem Büro an. Er verstarb am 16. Januar 1944.
Am 6. November 1944 wurde das Haus Robert-Koch-Straße 20 während des Zweiten Weltkrieges durch eine Bombe getroffen. Aufgrund des gemeinsamen Daches griff das Feuer auch auf das Franke-Wohnhaus über, das weiterhin durch seine Familie bewohnt wurde. Beide Gebäude erlitten starke Beschädigungen. Das westliche Haus konnte nicht wiederaufgebaut werden. Beim Franke-Wohnhaus wurden die hölzerne Innenausstattung sowie das Obergeschoss und das Dach zerstört. Des Weiteren vernichtete das Löschwasser einen Großteil der Pläne und Notizen aus dem Archiv des Architekten, rund 700 Blätter konnten gerettet werden. Das Obergeschoss wurde nicht wiederhergestellt und durch ein neues Dachgeschoss ersetzt.
Am 25. März 1982 wurde das Franke-Wohnhaus als zweites Gebäude in Gelsenkirchen unter Denkmalschutz gestellt. Entsprechend ist es als Baudenkmal unter der Nummer 2 in der Denkmalliste der Stadt Gelsenkirchen eingetragen.
Bis zu ihrem Tod 2011 bewohnte die Künstlerin Margarete Franke, eine Tochter von Josef Franke, das Haus, das anschließend dessen Enkel Thomas Franke, ebenfalls Architekt, erbte. In Zusammenarbeit mit dem Architekten Michael Naß wurde das Gebäude denkmalgerecht renoviert. Die Arbeiten, bei denen unter anderem das Haus kernsaniert und der Garten anhand der originalen Gestaltung von Josef Franke nachempfunden wurden, dauerten zweieinhalb Jahre. Sie endeten im Juni 2014. Neben einer vermieteten Loftwohnung befinden sich in den Büro- und Wohnräumen des Hauses nun eine Anwaltskanzlei und eine Beratungsstelle.

## Beschreibung
Das Gebäude wurde in Backstein errichtet. Es ist zweigeschossig und dreiachsig. Das pfannengedeckte Satteldach wird von je einer Gaube pro Achse geprägt und ersetzte nach dem Zweiten Weltkrieg das zerstörte zweite Obergeschoss. Die Straßenfassade ist aufwendig gestaltet. Sie zeichnet sich durch einen unregelmäßigen Wechsel von Putz- und Ziegelflächen aus. In den zwei linken Achsen dominiert die aufwendig gestaltete Eingangs-Loggia mit einer geschwungenen Treppe zur zurückversetzten rundbogigen Eingangstür im Obergeschoss. Der Aufgang ist in der linken Achse im Erdgeschoss durch eine Mauer zur Straße geschützt. In dieser befinden sich eine flache Tür sowie der Spruch „Stehe fest mein Haus im Weltgebraus“ in Werkstein. Die rechte Gebäudeachse hat im Erdgeschoss Trumeau-Fenster in Werkstein und im Obergeschoss einen leicht vorgesetzten polygonalen Erker. Die Fassade ist durch mehrere Werkstein-Reliefs auf rechteckigem Grundriss verziert, die unter anderem Putten zeigen. Im Gebäude befindet sich in der langen Diele ein dunkler Steinboden, der im Original von 1909 erhalten ist.

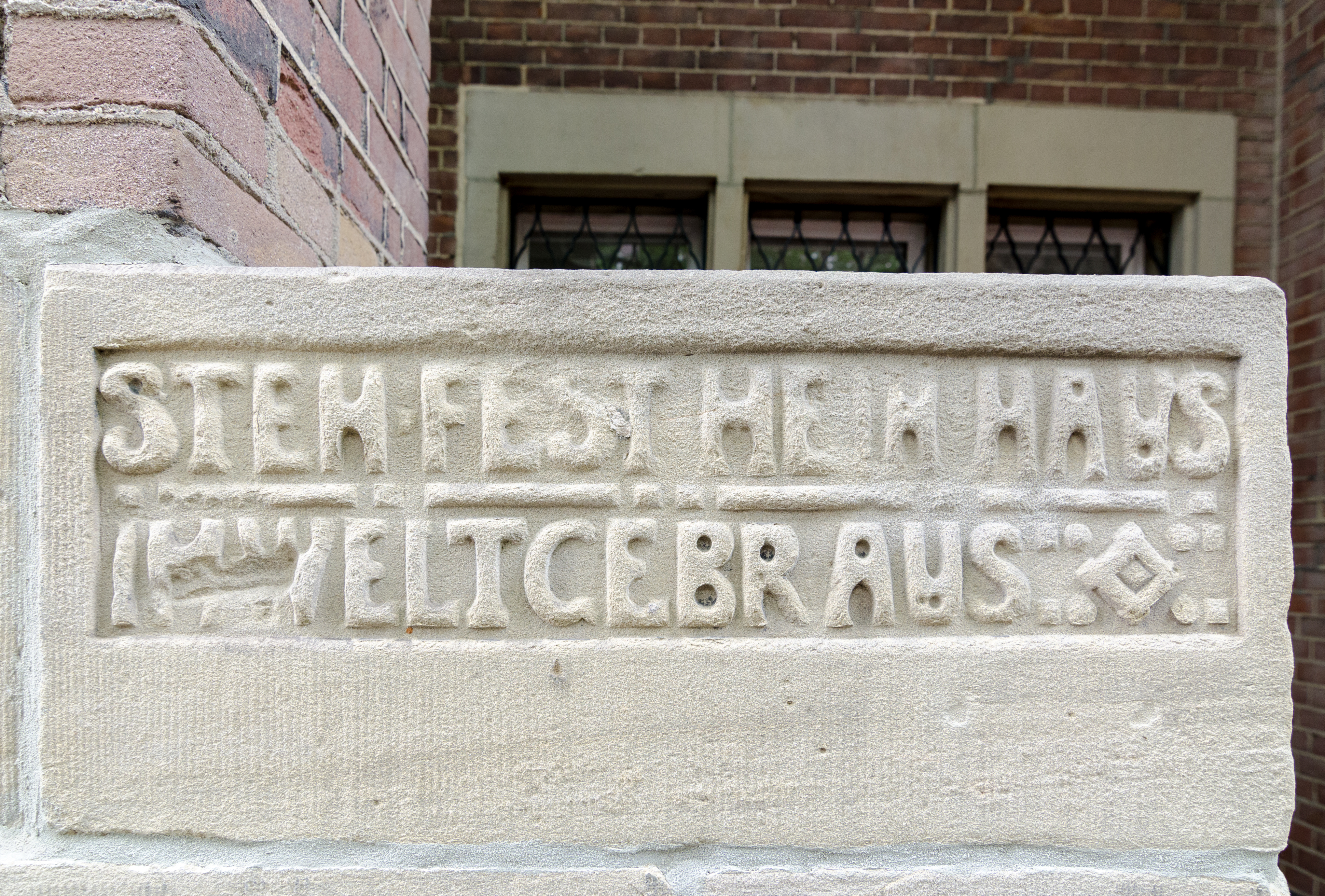
Spruch am Treppenaufgang
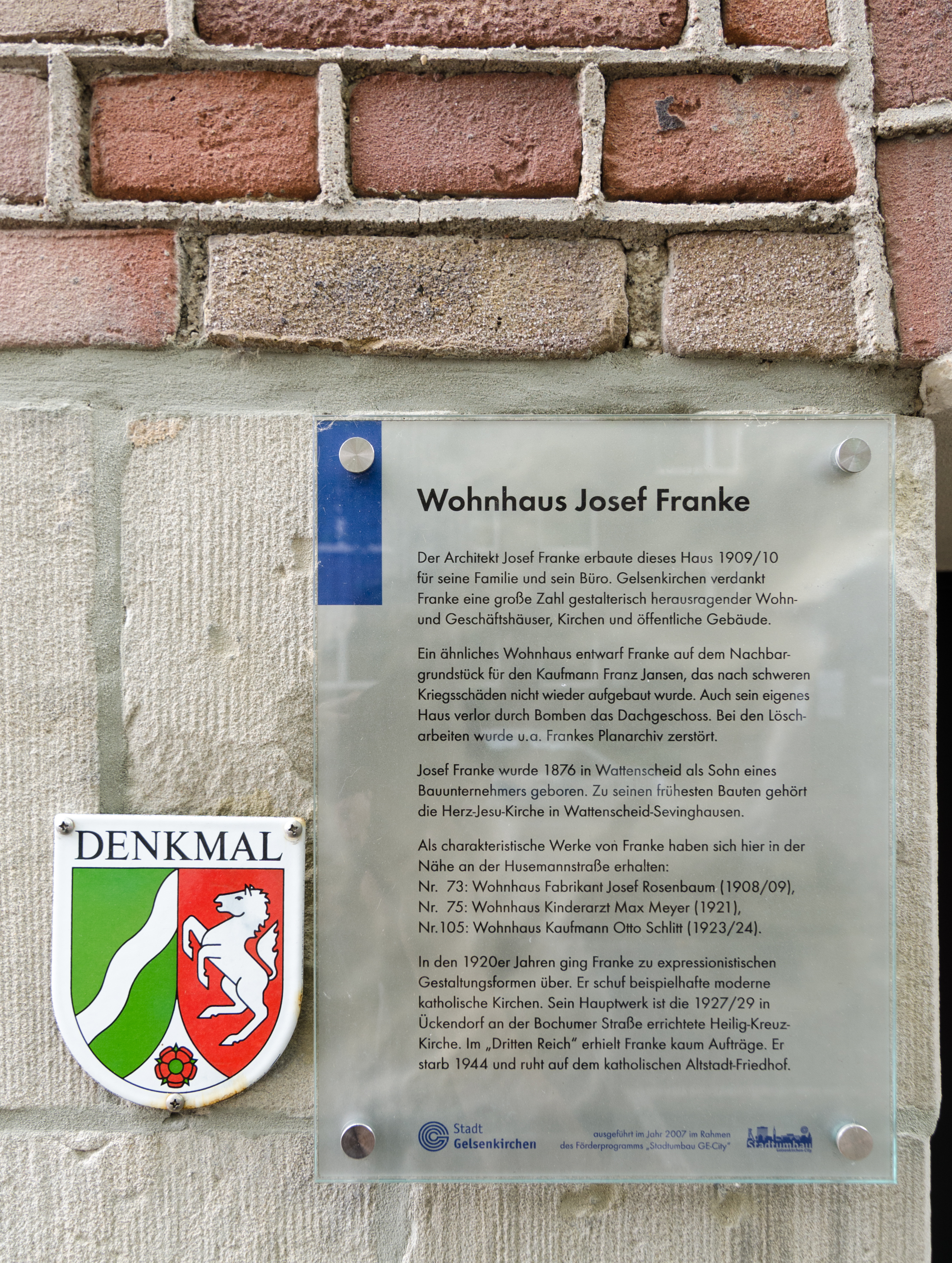
Denkmalplakette und städtische Informationstafel